# Gravlax

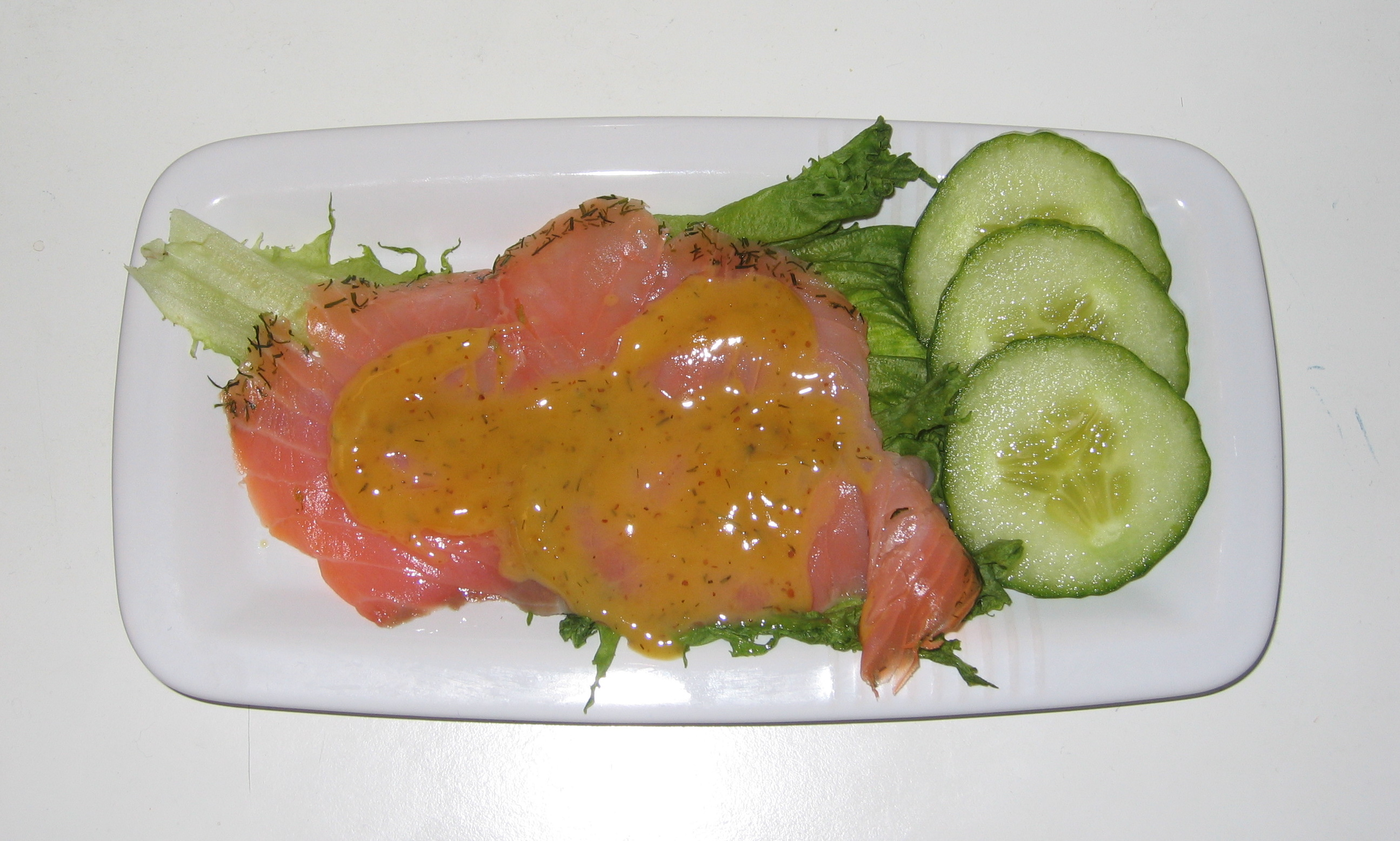
Gravlax zalitý omáčkou

Gravlax je pochoutka skandinávské kuchyně, která se připravuje ze syrového lososího masa. Vykostěné filety (kůže se obvykle ponechává) se obalí v hrubozrnné mořské soli, pískovém cukru a čerstvém kopru (někdy se přidává i alkohol, například vodka, aby ryba zkřehla) a nechají se nejméně dva dny marinovat v chladu. Pak se maso očistí a krájí na velmi tenké plátky. Podává se s tmavým chlebem a omáčkou hovmästarsås složenou z hořčice, oleje a sekaného kopru jako předkrm nebo součást švédských stolů.
Název pochází ze švédského výrazu gravad lax (pohřbený losos), protože původně se porce masa pro usnadnění fermentace zahrabávaly do písku.